# Campeonato Panamericano de Maxibasket
El Campeonato Panamericano de Maxibasket FIMBA (oficialmente en inglés FIMBA Pan American Maxibasketball Championship) es una competición de baloncesto reservada a selecciones nacionales masculinas y femeninas y organizada por FIMBA en América. El evento otorga el título de campeón panamericano en las distintas categorías, desde mayores de 30, hasta mayores de 80.

## Historia
El Maxibasket nació en 1969 en Argentina, donde se fundó la Unión de Veteranos del Baloncesto Argentino. La FIMBA crea el primer Campeonato Panamericano en el 2000 en Guatemala. Brasil es el país con más medallas de oro en la historia.

## Ediciones
| Año  | Lugar                             |           | Categoría                     | Oro                                | Plata                      | Bronce |
| ---- | --------------------------------- | --------- | ----------------------------- | ---------------------------------- | -------------------------- | ------ |
| 2000 | Guatemala                         | Over-60/F | Guatemala                     | Argentina                          | Uruguay                    |        |
| 2000 | Guatemala                         | Over-60/M | Chile                         | Brasil                             | Guatemala                  |        |
| 2000 | Guatemala                         | Over-50/M | Brasil                        | Argentina                          | Costa Rica                 |        |
| 2000 | Guatemala                         | Over-40/M | Brasil                        | Costa Rica                         | Guatemala                  |        |
| 2000 | Guatemala                         | Over-35/M | Brasil                        | Uruguay                            | Guatemala                  |        |
| 2002 | Chile Viña del Mar                | Over-40/F | Argentina                     | Chile                              | Guatemala                  |        |
| 2002 | Chile Viña del Mar                | Over-35/F | Chile                         | Argentina                          |                            |        |
| 2002 | Chile Viña del Mar                | Over-65/M | Chile                         | Brasil                             | Uruguay                    |        |
| 2002 | Chile Viña del Mar                | Over-60/M | Brasil                        | Argentina                          | Chile                      |        |
| 2002 | Chile Viña del Mar                | Over-55/M | Chile B                       | Argentina                          | Chile A                    |        |
| 2002 | Chile Viña del Mar                | Over-50/M | Brasil A                      | Chile                              | Costa Rica                 |        |
| 2002 | Chile Viña del Mar                | Over-45/M | Brasil A                      | Chile                              | Brasil B                   |        |
| 2002 | Chile Viña del Mar                | Over-40/M | Uruguay                       | Argentina A                        | Chile A                    |        |
| 2004 | Argentina Paraná                  | Over-40/F | Argentina                     | Guatemala                          |                            |        |
| 2004 | Argentina Paraná                  | Over-35/F | Argentina A                   | Argentina A                        |                            |        |
| 2004 | Argentina Paraná                  | Over-65/M | Brasil                        | Chile                              | Uruguay                    |        |
| 2004 | Argentina Paraná                  | Over-60/M | Argentina                     | Brasil                             | Chile                      |        |
| 2004 | Argentina Paraná                  | Over-50/M | Brasil                        | Argentina A                        | Argentina B                |        |
| 2004 | Argentina Paraná                  | Over-40/M | Argentina                     | Uruguay                            | Puerto Rico                |        |
| 2006 | Brasil Guarujá                    | Over-45/F | Brasil A                      | Brasil B                           |                            |        |
| 2006 | Brasil Guarujá                    | Over-40/F | Brasil A                      | Brasil B                           |                            |        |
| 2006 | Brasil Guarujá                    | Over-35/F | Brasil A                      | Argentina                          | Brasil B                   |        |
| 2006 | Brasil Guarujá                    | Over-70/M | Brasil B                      | Chile                              | Brasil A                   |        |
| 2006 | Brasil Guarujá                    | Over-65/M | Estados Unidos                | Brasil                             | Chile                      |        |
| 2006 | Brasil Guarujá                    | Over-60/M | Estados Unidos                | Brasil A                           | Chile                      |        |
| 2006 | Brasil Guarujá                    | Over-55/M | Brasil B                      | Uruguay                            | Brasil A                   |        |
| 2006 | Brasil Guarujá                    | Over-50/M | Brasil A                      | República Dominicana y Puerto Rico | Estados Unidos             |        |
| 2006 | Brasil Guarujá                    | Over-45/M | Brasil A                      | Puerto Rico                        | Brasil B                   |        |
| 2006 | Brasil Guarujá                    | Over-40/M | Brasil A                      | República Dominicana               | Brasil B                   |        |
| 2008 | Uruguay Montevideo                | Over-45/F | Brasil                        | Argentina                          |                            |        |
| 2008 | Uruguay Montevideo                | Over-40/F | Brasil                        | Argentina A                        | Argentina B                |        |
| 2008 | Uruguay Montevideo                | Over-35/F | Brasil                        | Puerto Rico                        |                            |        |
| 2008 | Uruguay Montevideo                | Over-30/F | Brasil                        | Argentina                          |                            |        |
| 2008 | Uruguay Montevideo                | Over-70/M | Estados Unidos                | Uruguay                            | Chile                      |        |
| 2008 | Uruguay Montevideo                | Over-65/M | Argentina                     | Uruguay                            | Brasil                     |        |
| 2008 | Uruguay Montevideo                | Over-60/M | Estados Unidos                | Uruguay                            | Chile                      |        |
| 2008 | Uruguay Montevideo                | Over-55/M | Brasil                        | Uruguay A                          | Uruguay B                  |        |
| 2008 | Uruguay Montevideo                | Over-50/M | Uruguay                       | Brasil                             | Panamá                     |        |
| 2008 | Uruguay Montevideo                | Over-45/M | Brasil                        | Uruguay                            | Chile                      |        |
| 2008 | Uruguay Montevideo                | Over-40/M | Uruguay                       | Brasil                             | República Dominicana       |        |
| 2008 | Uruguay Montevideo                | Over-35/M | Uruguay                       | Argentina                          | Brasil                     |        |
| 2010 | Estados Unidos Eugene-Springfield | Over-40/F | Brasil                        | República Dominicana               |                            |        |
| 2010 | Estados Unidos Eugene-Springfield | Over-35/F | República Dominicana          | Estados Unidos                     |                            |        |
| 2010 | Estados Unidos Eugene-Springfield | Over-75/M | Estados Unidos Warriors       | Estados Unidos                     | Estados Unidos E.B. Saloon |        |
| 2010 | Estados Unidos Eugene-Springfield | Over-70/M | Estados Unidos Warriors       | Chile                              | Estados Unidos E.B. Saloon |        |
| 2010 | Estados Unidos Eugene-Springfield | Over-65/M | Estados Unidos Ancient Regime | Estados Unidos E.B. Saloon         | Estados Unidos Sambucca    |        |
| 2010 | Estados Unidos Eugene-Springfield | Over-60/M | Brasil                        | Estados Unidos Spokane             | Colombia y Estados Unidos  |        |
| 2010 | Estados Unidos Eugene-Springfield | Over-55/M | Estados Unidos Express        | Brasil                             | Panamá                     |        |
| 2010 | Estados Unidos Eugene-Springfield | Over-50/M | Brasil                        | Estados Unidos                     | Chile                      |        |
| 2010 | Estados Unidos Eugene-Springfield | Over-45/M | Brasil                        | Estados Unidos                     | República Dominicana       |        |
| 2010 | Estados Unidos Eugene-Springfield | Over-40/M | Brasil                        | República Dominicana               | Chile                      |        |
| 2010 | Estados Unidos Eugene-Springfield | Over-35/M | Uruguay                       |                                    |                            |        |
| 2012 | Chile Puerto Montt                | Over-45/F | Chile                         | Brasil                             |                            |        |
| 2012 | Chile Puerto Montt                | Over-40/F | Colombia                      | Brasil                             | Argentina                  |        |
| 2012 | Chile Puerto Montt                | Over-70/M | Brasil                        | Chile C                            | Chile B                    |        |
| 2012 | Chile Puerto Montt                | Over-65/M | Brasil                        | Uruguay                            | Estados Unidos             |        |
| 2012 | Chile Puerto Montt                | Over-60/M | Brasil                        | Panamá                             | Uruguay                    |        |
| 2012 | Chile Puerto Montt                | Over-55/M | Brasil                        | Perú                               | Ecuador                    |        |
| 2012 | Chile Puerto Montt                | Over-50/M | Chile                         | Brasil                             | Puerto Rico                |        |
| 2012 | Chile Puerto Montt                | Over-45/M | Brasil                        | Chile B                            | Chile C                    |        |
| 2012 | Chile Puerto Montt                | Over-40/M | Brasil                        | Venezuela                          | Puerto Rico                |        |
| 2012 | Chile Puerto Montt                | Over-35/M | Argentina                     | Brasil                             |                            |        |
| 2014 | Perú Lima                         | Over-55/F | Argentina                     | Ecuador                            |                            |        |
| 2014 | Perú Lima                         | Over-50/F | Perú                          | Argentina                          | Honduras                   |        |
| 2014 | Perú Lima                         | Over-45/F | Brasil                        | Perú                               | Argentina                  |        |
| 2014 | Perú Lima                         | Over-40/F | Brasil                        | Ecuador                            | Colombia                   |        |
| 2014 | Perú Lima                         | Over-35/F | Brasil                        | Puerto Rico                        | Perú                       |        |
| 2014 | Perú Lima                         | Over-30/F | Brasil                        | Guatemala                          | Argentina                  |        |
| 2014 | Perú Lima                         | Over-75/M | Brasil                        | Chile                              | Uruguay                    |        |
| 2014 | Perú Lima                         | Over-70/M | Chile B                       | Brasil                             | Uruguay                    |        |
| 2014 | Perú Lima                         | Over-65/M | Brasil                        | Chile                              | Uruguay                    |        |
| 2014 | Perú Lima                         | Over-60/M | Brasil                        | Costa Rica                         | Perú                       |        |
| 2014 | Perú Lima                         | Over-55/M | República Dominicana          | Chile B                            | Brasil                     |        |
| 2014 | Perú Lima                         | Over-50/M | Chile B                       | Perú                               | Uruguay                    |        |
| 2014 | Perú Lima                         | Over-45/M | Brasil                        | Chile                              | Perú                       |        |
| 2014 | Perú Lima                         | Over-40/M | Puerto Rico                   | Uruguay                            | Argentina                  |        |
| 2014 | Perú Lima                         | Over-35/M | Brasil                        | Puerto Rico                        | Perú                       |        |
| 2016 | Costa Rica San José               | Over-60/F | Argentina                     | Ecuador                            | Brasil                     |        |
| 2016 | Costa Rica San José               | Over-55/F | Perú                          | Argentina                          | Ecuador                    |        |
| 2016 | Costa Rica San José               | Over-50/F | Argentina A                   | Costa Rica A                       | Perú                       |        |
| 2016 | Costa Rica San José               | Over-45/F | México                        | Perú D                             | Perú A                     |        |
| 2016 | Costa Rica San José               | Over-40/F | Brasil                        | Colombia A                         | Perú                       |        |
| 2016 | Costa Rica San José               | Over-35/F | Chile                         | Puerto Rico                        | México                     |        |
| 2016 | Costa Rica San José               | Over-30/F | Chile                         | Costa Rica D                       | Guatemala                  |        |
| 2016 | Costa Rica San José               | Over-75/M | Chile                         | Uruguay                            |                            |        |
| 2016 | Costa Rica San José               | Over-70/M | Uruguay                       | Chile A                            | Brasil                     |        |
| 2016 | Costa Rica San José               | Over-65/M | Brasil                        | Uruguay                            | Puerto Rico                |        |
| 2016 | Costa Rica San José               | Over-60/M | Puerto Rico                   | Panamá B                           | Costa Rica                 |        |
| 2016 | Costa Rica San José               | Over-55/M | Estados Unidos                | Brasil                             | Argentina                  |        |
| 2016 | Costa Rica San José               | Over-50/M | Estados Unidos                | Puerto Rico A                      | Colombia B                 |        |
| 2016 | Costa Rica San José               | Over-45/M | Brasil                        | Colombia B                         | Chile A                    |        |
| 2016 | Costa Rica San José               | Over-40/M | Costa Rica C                  | México A                           | Brasil                     |        |
| 2016 | Costa Rica San José               | Over-35/M | Argentina                     | Puerto Rico                        | Brasil                     |        |
| 2018 | Brasil Natal                      | Over-65/F | Argentina                     |                                    |                            |        |
| 2018 | Brasil Natal                      | Over-60/F | Brasil A                      | Argentina A                        | México                     |        |
| 2018 | Brasil Natal                      | Over-55/F | Perú                          | Ecuador A                          | Argentina                  |        |
| 2018 | Brasil Natal                      | Over-50/F | Argentina                     | Brasil A                           | México                     |        |
| 2018 | Brasil Natal                      | Over-45/F | Brasil A                      | México                             | Chile                      |        |
| 2018 | Brasil Natal                      | Over-40/F | Brasil A                      | Chile                              | Perú                       |        |
| 2018 | Brasil Natal                      | Over-35/F | Brasil A                      | Chile                              | Ecuador                    |        |
| 2018 | Brasil Natal                      | Over-30/F | Chile Puerto Natales          | Estados Unidos                     | Chile                      |        |
| 2018 | Brasil Natal                      | Over-75/M | Brasil A                      | Brasil B                           | Chile                      |        |
| 2018 | Brasil Natal                      | Over-70/M | Brasil A                      | Chile                              | Uruguay                    |        |
| 2018 | Brasil Natal                      | Over-65/M | Brasil A                      | México                             | Brasil B                   |        |
| 2018 | Brasil Natal                      | Over-60/M | Estados Unidos                | Brasil A                           | Uruguay A                  |        |
| 2018 | Brasil Natal                      | Over-55/M | Estados Unidos                | Brasil A                           | Argentina                  |        |
| 2018 | Brasil Natal                      | Over-50/M | México                        | Puerto Rico                        | Brasil A                   |        |
| 2018 | Brasil Natal                      | Over-45/M | Brasil A                      | Chile                              | Brasil B                   |        |
| 2018 | Brasil Natal                      | Over-40/M | Brasil A                      | Chile                              | México                     |        |
| 2018 | Brasil Natal                      | Over-35/M | Argentina Trede Jr.           | Brasil                             | Argentina Comodoro         |        |

## Rankings
Actualizado a 2019.

### Ranking Panamericano
| 1 | Brasil         | 44 | 17 | 12 | 73 |
| 2 | Argentina      | 11 | 15 | 7  | 33 |
| 3 | Chile          | 11 | 13 | 14 | 38 |
| 4 | Uruguay        | 6  | 12 | 9  | 27 |
| 5 | Estados Unidos | 6  | 6  | 6  | 18 |